# Belvédère-Campomoro
 Belvédère-Campomoro  là một xã của tỉnh Corse-du-Sud, thuộc vùng Corse, trên đảo Corse ở Pháp.